# بوينغ تي بي
طائرة بوينغ تي بي (أو نموذج 63) هي طائرة توربيدو أميركية ذو سطحين صممت للبحرية الأمريكية من قبل شركة بوينغ في عام 1927.

## المواصفات
مصدر البيانات: Bowers 1966، صفحة 63
الخصائص العامة
- طاقم العمل: ثلاثة - ربان, قناص و قاذف قنابل
- الطول: 40 قدم 10 إنش (12.45 م)
- طول الجناح: 55 قدم 0 إنش (16.76 م)
- الأرتفاع: 13 قدم 6 إنش (4.12 م)
- منطقة الجناح: 868 قدم2 (80.6 م2)
- الوزن الفارغ: 5,640 رطل (2,558 كجم)
- الوزن الإجمالي: 9,786 رطل (4,339 كجم)
- المحرك: 1 × باكارد 1A-2500 - 3A-2500, 730 حصان (544 كيلو وات) لكل

الأداء
- السرعة القصوى: 115 ميل/ساعة (185 كم/س)
- المدى: 878 ميل (1,413 كم)
- الحد الأقصى للخدمة: 12,500 قدم (3,810 م)
- معدل الصعود: 754 قدم / دقيقة (3.8 م/ث)

التسليح
- 1 × ثابت, اطلاق أمامي .30 بوصة (7.62 ملم) أم1919 براوننغ رشاش
- 1 × بليس-ليفيت توريدو